# Macquarioppia striata
Macquarioppia striata är en kvalsterart som först beskrevs av Wallwork 1963.  Macquarioppia striata ingår i släktet Macquarioppia och familjen Ceratoppiidae. Inga underarter finns listade i Catalogue of Life.